# Competencia (hidrología)
En hidrología, se denomina competencia a la aptitud de los cursos de agua o del viento para transportar materiales sólidos de dimensiones más o menos grandes. La competencia se expresa numéricamente por las dimensiones de los elementos que un curso de agua puede arrastrar, aunque sólo sea sin levantarlos, haciéndolos rodar sobre el fondo. Depende de la pendiente del lecho y de la rapidez de la corriente, pero también influye en ella la densidad del agua, ya que el empuje hidrostático hace perder a los materiales una parte de su peso, tanto mayor cuando más denso es el líquido. Esos tres factores adquieren su máxima intensidad en las aguas fangosas de ciertos torrentes, lo cual explica que éstos sean capaces de arrastrar bloques de grandes dimensiones.
- Datos: Q533220